# Prosogonotrema bilabiatum
Prosogonotrema bilabiatum är en plattmaskart. Prosogonotrema bilabiatum ingår i släktet Prosogonotrema och familjen Prosogonotrematidae. Inga underarter finns listade i Catalogue of Life.